# Marianne Fortier
Pour les articles homonymes, voir Fortier.
Marianne Fortier, née à Val-Bélair le 2 novembre 1993, est une actrice québécoise, révélée par le film Aurore pour lequel elle a été choisie parmi plus de 10 000 filles pour le rôle-titre. Cette jeune actrice a également obtenu le premier rôle dans le film Maman est chez le coiffeur de Léa Pool.

## Filmographie

### Cinéma
- 2005 : Aurore : Aurore 10 ans
- 2006 : À mère et marée (court métrage) : Cynthia
- 2008 : Maman est chez le coiffeur : Élise
- 2013 : 1er Amour de Guillaume Sylvestre : Anna
- 2017 : Pieds nus dans l'aube : Garde Lemieux
- 2020 : Cayenne (court métrage) : Clara
- 2022 : Au grand jour
- 2024 : Vous n'êtes pas seuls : Rita St-Laurent

### Télévision
- 2008 : Une grenade avec ça ? (un seul épisode) : Daphnée
- 2008-2012 : La Galère : Raphaëlle
- 2011 : Trauma : Mélanie Courtois
- 2012 : Apparences : Léa Desrosier
- 2015 : Le Berceau des anges : Gabrielle Hébert
- 2015 : Pour Sarah : Sarah Vaillancourt
- 2017 : Jérémie : Alexia
- 2017 : L'Académie : Scarlett
- 2018 : Demain des hommes : Chloé Bouchard
- 2019 : La Faille : Raphaëlle Fournier
- 2019 : Victor Lessard, saisons 1 à 3) de Martin Michaud réalisée par François Gingras et Patrice Sauvé – Lilly-Jade Dupré-Lafontaine
- 2023 : Nous : Camille Denicourt-Corbeil
- 2024 : IXE-13 : Gisèle Tuboeuf[1]

## Théâtre
- 2016 : Roméo et Juliette (Théâtre du Nouveau Monde): Juliette

## Récompenses

### Prix
- 2009 : Vancouver Film Critics Circle Awards, Meilleure actrice dans un film canadien (Maman est chez le coiffeur)
- 2016 : Gala Artis, Rôle féminin: Téléséries (Pour Sarah)

### Nominations
- 2006 : Prix Génie, Interprétation féminine dans un rôle de soutien (Aurore)
- 2009 : Prix Génie, Interprétation féminine dans un premier rôle (Maman est chez le coiffeur)
- 2015 : Prix Gémeaux, Meilleur premier rôle féminin: dramatique (Le Berceau des anges)
- 2016 : Prix Gémeaux, Meilleur premier rôle féminin: dramatique (Pour Sarah) [2]